# 326 Dywizja Lotnictwa Bombowego

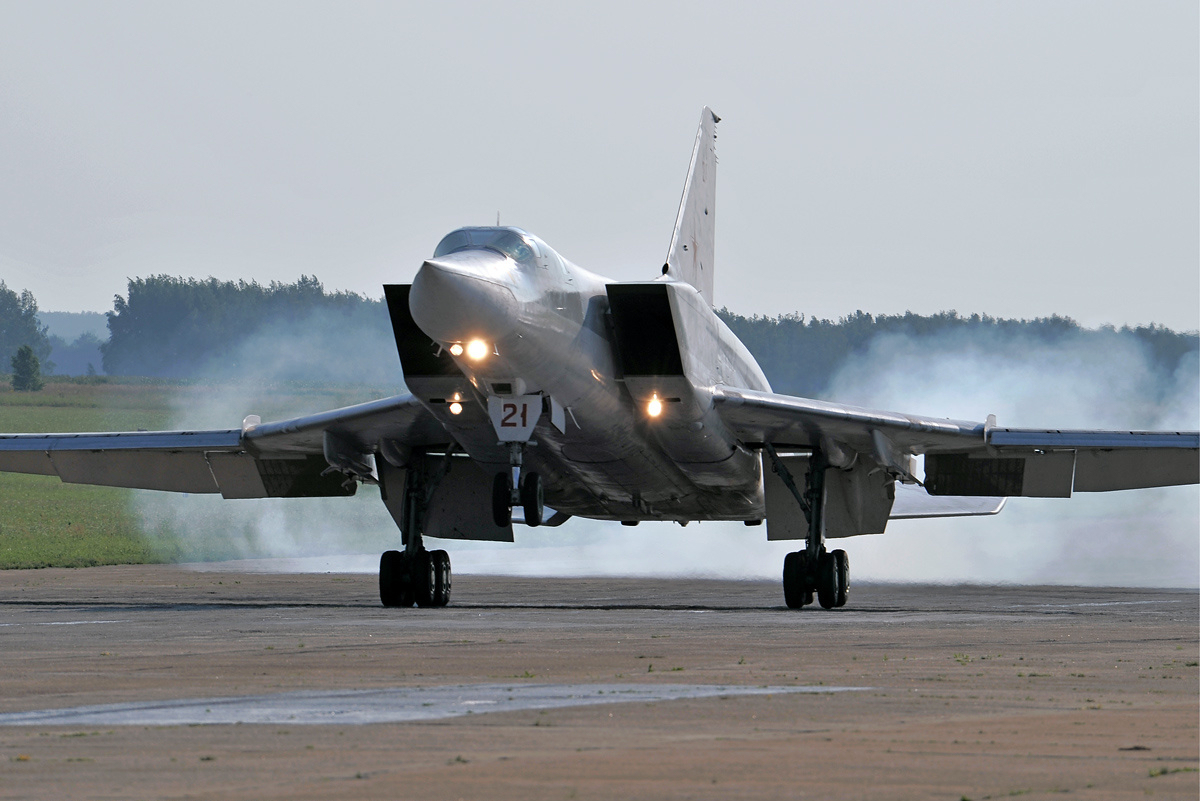
TU-22M3

326 Ciężka Tarnopolska Dywizja Lotnictwa Bombowego odznaczona Orderem Kutuzowa (ros. 326-я тяжёлая бомбардировочная авиационная Тарнопольская ордена Кутузова дивизия) – związek taktyczny Sił Zbrojnych Federacji Rosyjskiej.
Wchodziła w skład (1991) 46 Armii Lotniczej Dalekiego Zasięgu ze Smoleńska. W grudniu 1991 zreorganizowano Lotnictwo Dalekiego Zasięgu, rozwiązano armie lotnicze, a dywizja weszła w bezpośrednie podporządkowanie dowódcy lotnictwa.

## Struktura organizacyjna
W latach 1990–1991
- dowództwo dywizji – Tartu
- 132 Berliński pułk lotnictwa bombowego – Tartu – 18 x TU-22M
- 402 pułk lotnictwa bombowego – Bołbasowo – 17 x TU-22M
- 840 pułk lotnictwa bombowego – Solcy – 19 x TU-22M

W 2008
- dowództwo – Ukrainka
- 79 pułk lotnictwa bombowego (TU-95MS) – Ukrainka
- 182 Gwardyjski Sewastopolsko-Berliński pułk lotnictwa bombowego (TU-95MS) – Ukrainka
- 200 Gwardyjski Brzeski pułk lotnictwa bombowego (TU-22M3) – Biełaja
- 444 Berliński pułk lotnictwa bombowego (TU-22M3) – Ussuryjsk